# Halfje

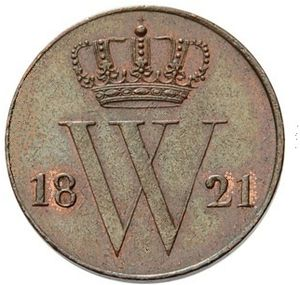
1821, voorkant, diameter 16,0 mm

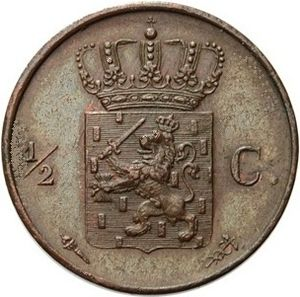
1821, achterkant

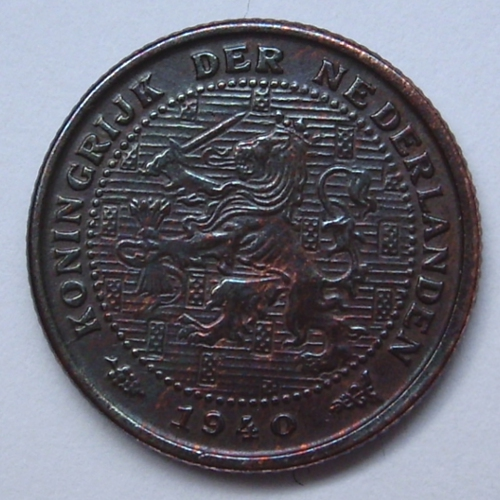
1940, voorkant, diameter 14,0 mm

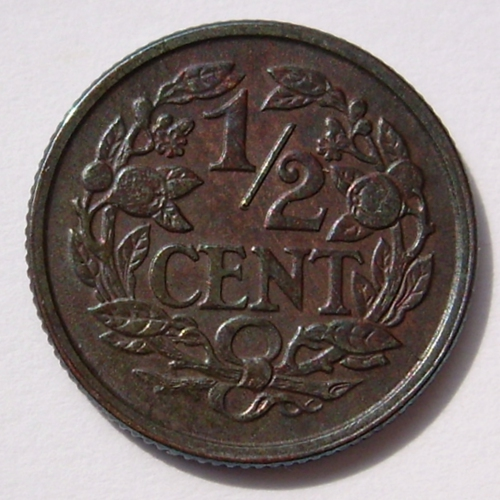
1940, achterkant

Een halfje was een muntje van een halve cent, dat in omloop was van 1818 tot 1948.

## Nederland
Het halfje is in twee verschillende verschijningsvormen in omloop geweest. De eerste werd gebruikt van 1818 tot 1877. Op de voorkant stond een W met een kroon daarboven en het jaartal. Op de achterkant stond het Nederlandse wapen met de waardeaanduiding. In 1877 werd de cent kleiner (nog kleiner dan een dubbeltje). Het laatste formaat is gebleven tot 1948. De laatste halve cent werd geslagen in 1940. De halve cent lijkt veel op de 1 en 2½ cent uit die tijd. Op de voorkant daarvan stonden twee samengebonden oranjetakken met halve cent in het midden. Op de achterkant staat het wapen van het Koninkrijk der Nederlanden. De cent heeft ook veel weg van de Zwitserse frank.
Met een waarde van 1200 gulden was het halfje het muntje met de geringste waarde, zelfs minder dan een duit die voor de invoering van het decimale stelsel in omloop was en die een waarde vertegenwoordigde van 1160 gulden.

### Nederlands-Indië
In Nederlands-Indië bestond ook een halve cent die in omloop kwam vanaf 1856. De halve cent werd voor het laatst geslagen tijdens de Tweede Wereldoorlog in 1945 in de Amerikaanse stad Philadelphia.